# El Rincón, Jilotepec
El Rincón är en ort i Mexiko, tillhörande kommunen Jilotepec i den västra delen av delstaten Mexiko. Orten hade 691 invånare vid folkräkningen 2010.